# 訃報 2019年1月
訃報 2019年1月（ふほう 2019ねん1がつ）では、2019年1月に物故した、又は物故が報じられた人物についてまとめる。

## (1日 - 15日)

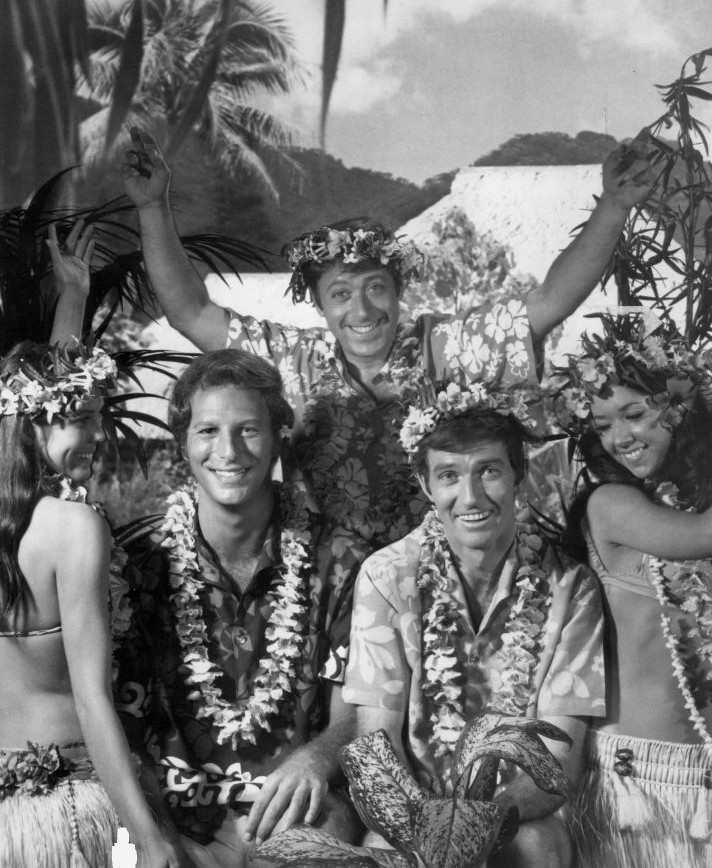
ボブ・アインスタイン（左）／1月2日没

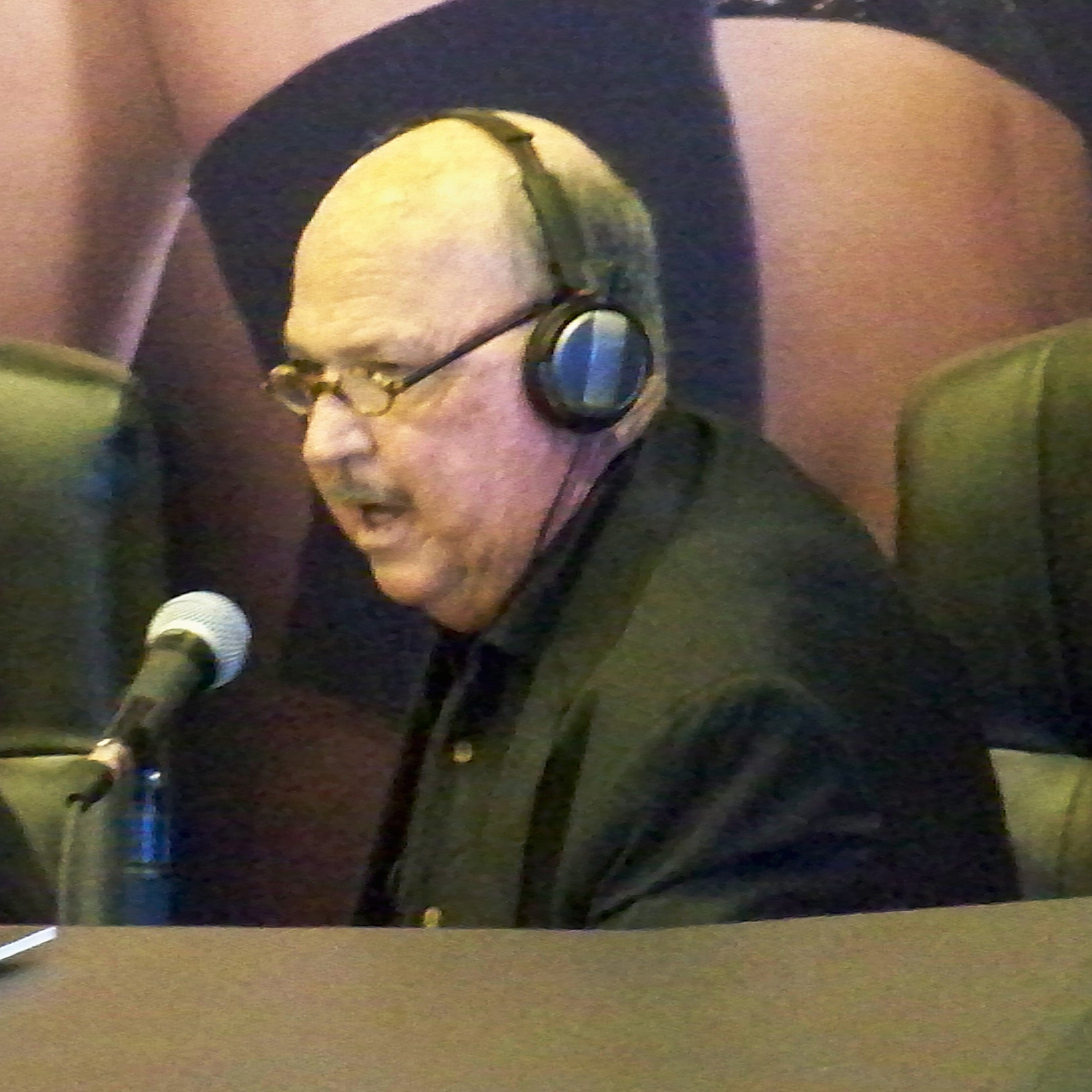
ジーン・オーカーランド／1月2日没

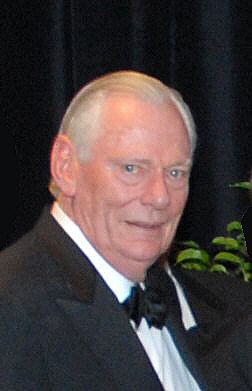
ハーバート・ケレハー／1月3日没

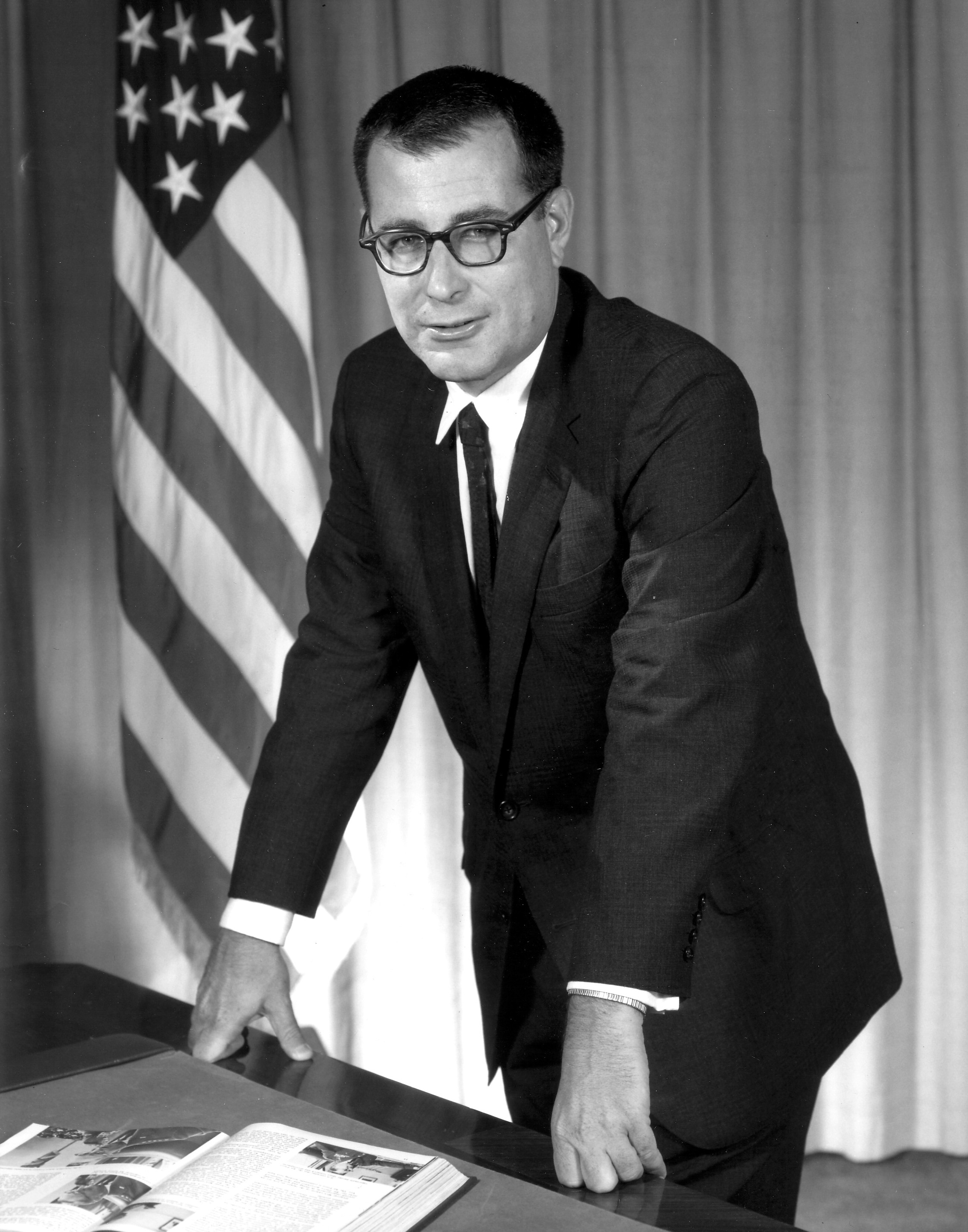
ハロルド・ブラウン／1月4日没

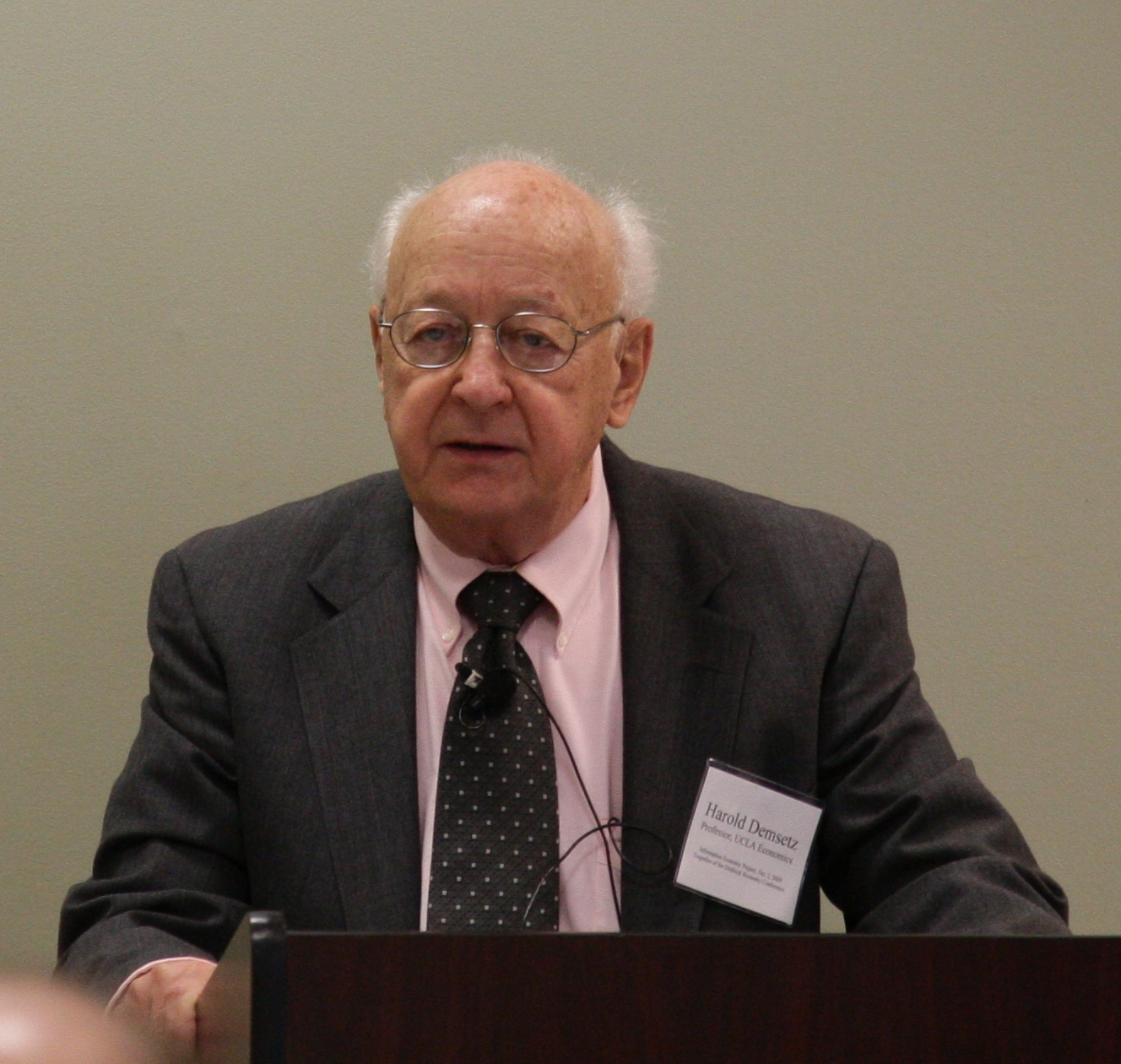
ハロルド・デムゼッツ／1月4日没

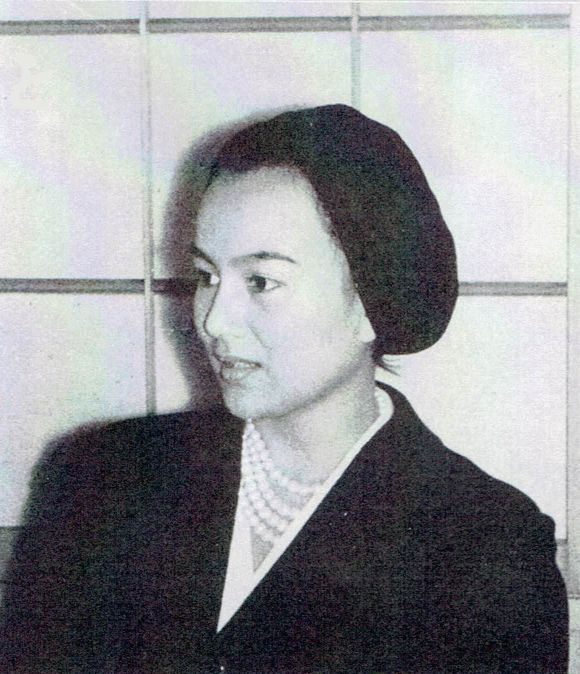
兼高かおる／1月5日没

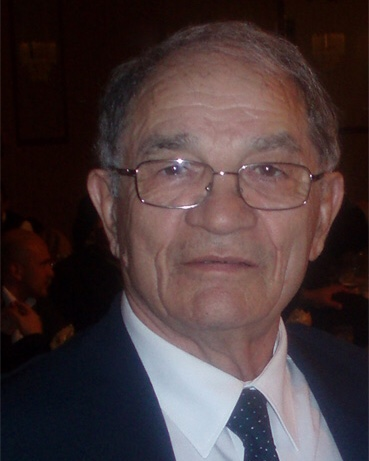
ドラゴスラヴ・シェクララツ／1月5日没

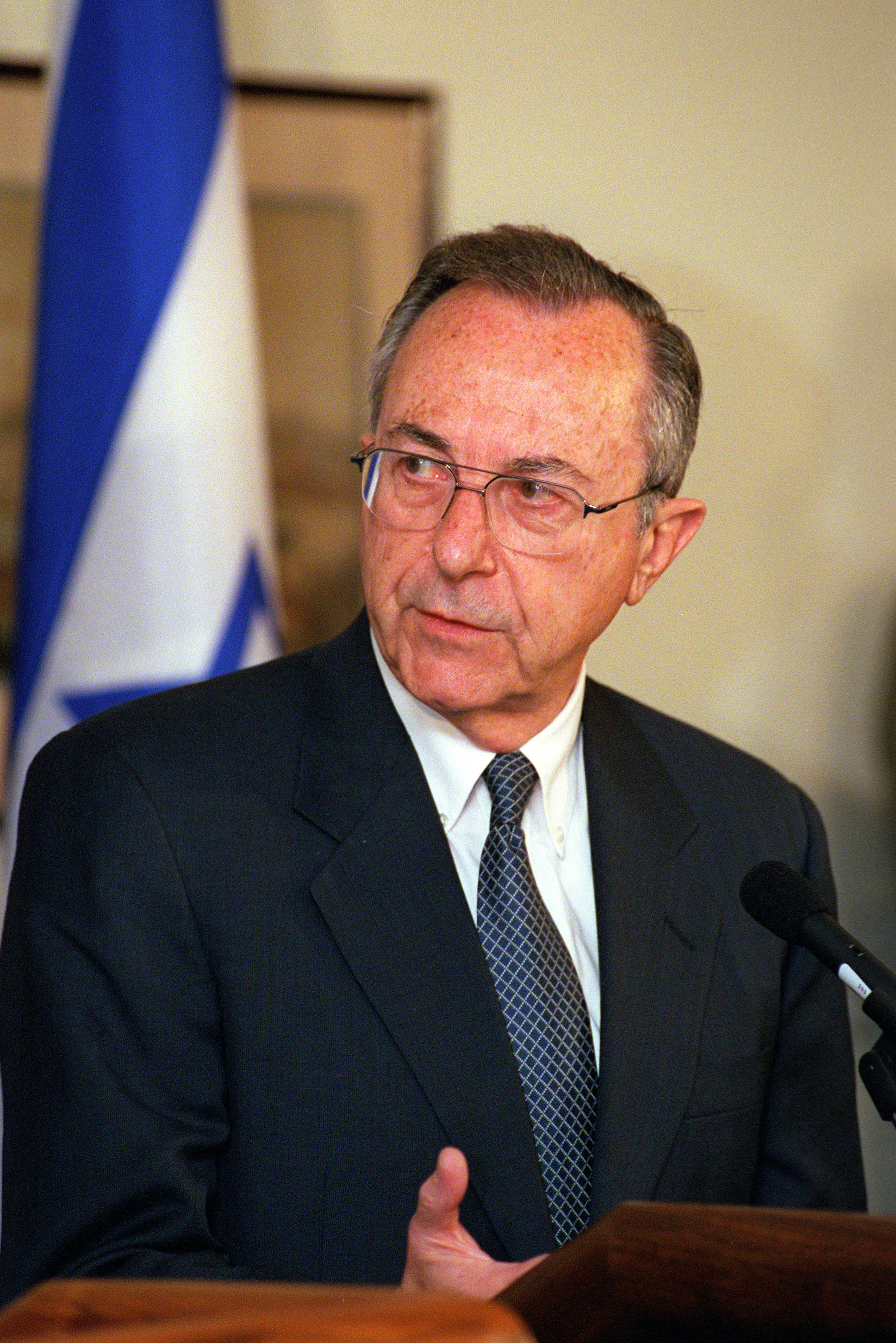
モーシェ・アレンス／1月7日没

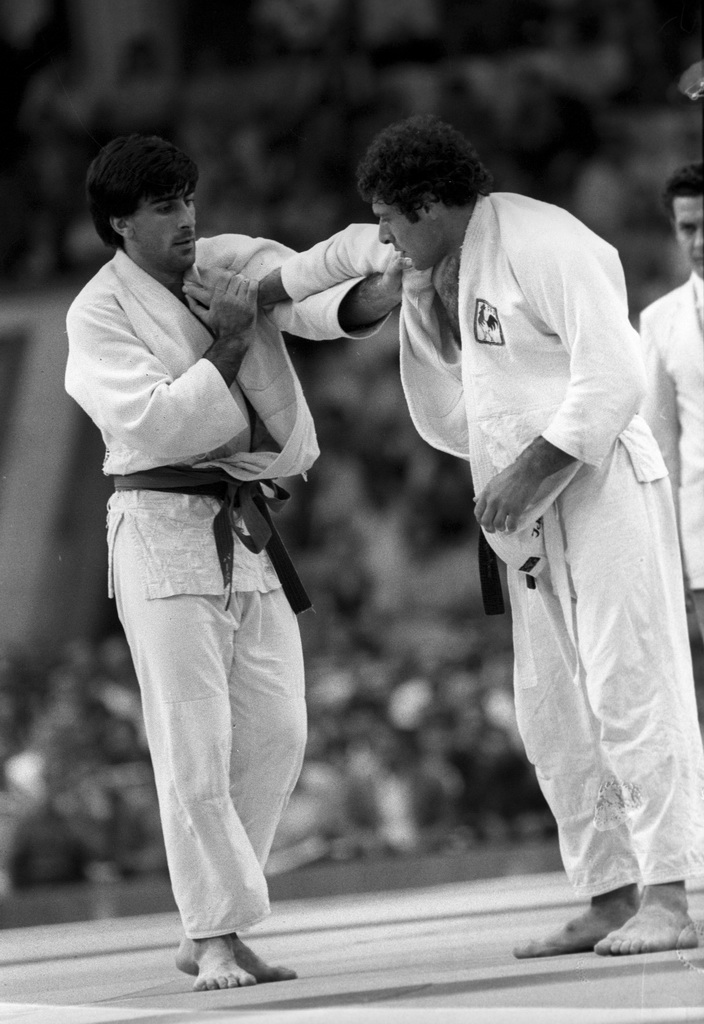
ベルナール・チュルーヤン（右）／1月7日没

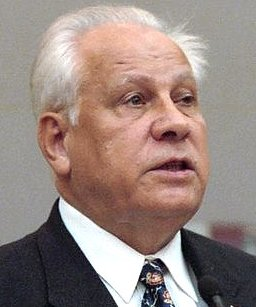
アナトリー・ルキヤノフ／1月9日没

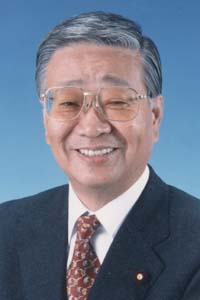
青山丘／1月9日没

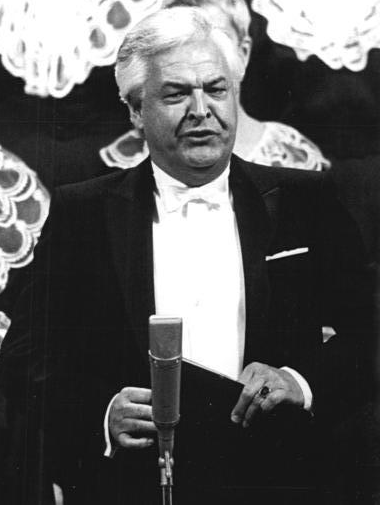
テオ・アダム／1月10日没

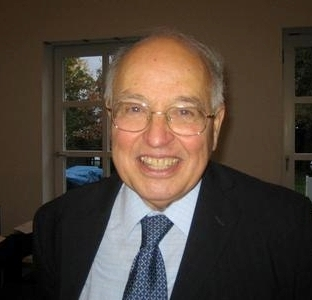
マイケル・アティヤ／1月11日没

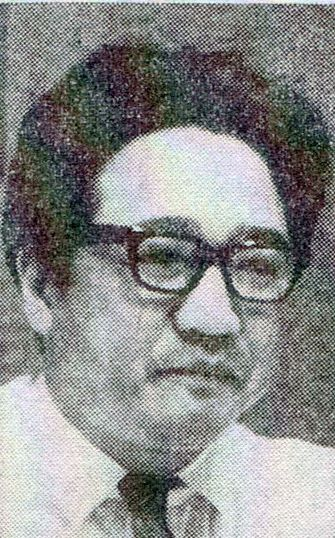
梅原猛／1月12日没

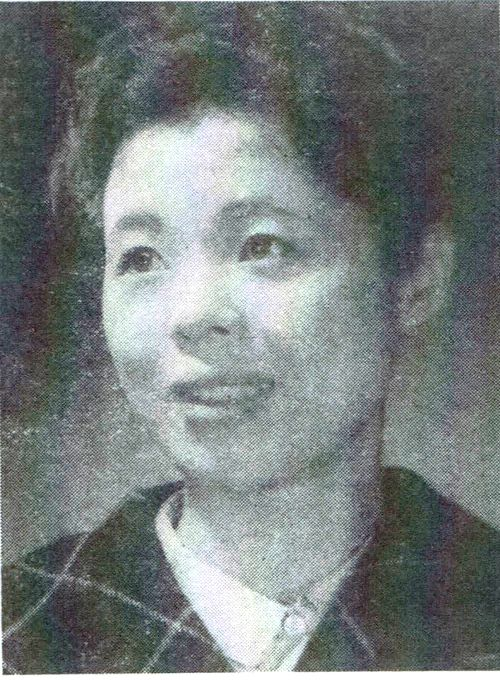
市原悦子／1月12日没

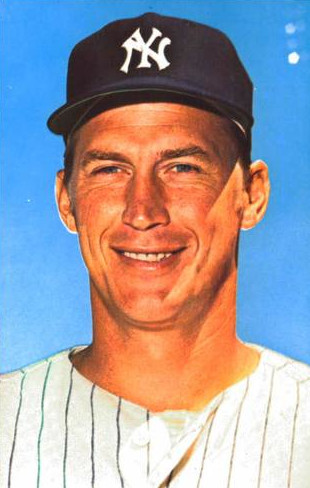
メル・ストットルマイヤー／1月13日没

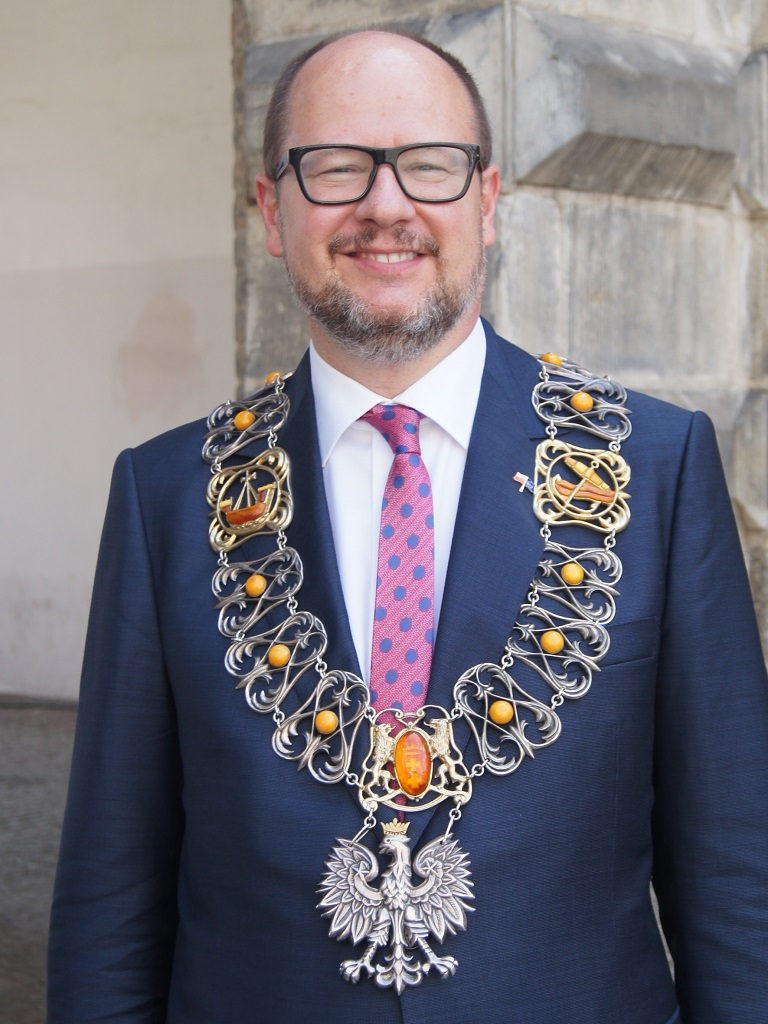
パベウ・アダモビッチ／1月14日没

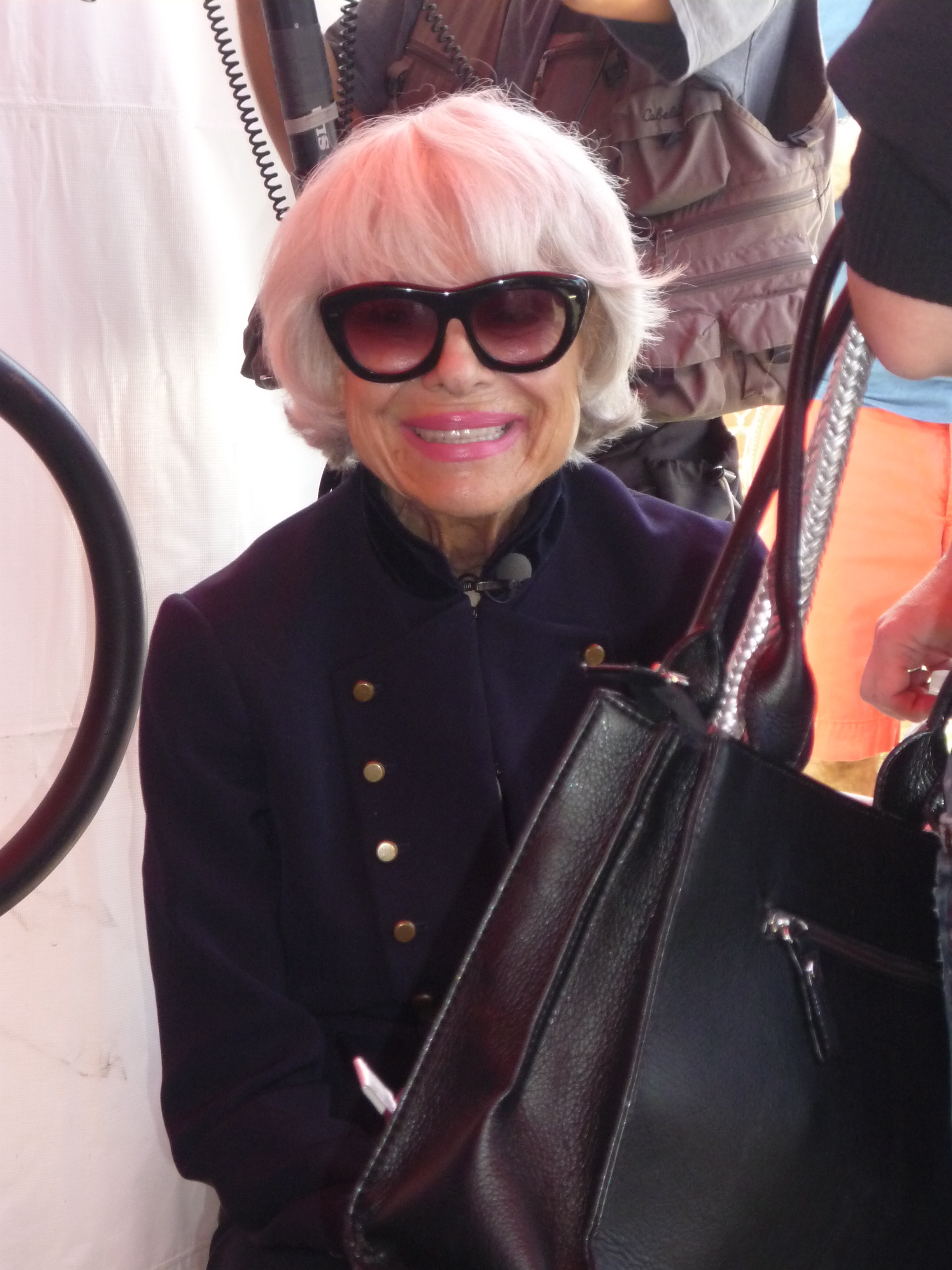
キャロル・チャニング／1月15日没

- 1月1日 - ユーリ・アルツターノフ（ロシア語版）、ロシアの技術者、軌道エレベータ発案者（* 1929年）[1]
- 1月1日 - ジュアン・ギンジュアン（スペイン語版）、スペインの作曲家、ピアニスト（* 1931年）[2]
- 1月1日 - 水越敏行、日本の教育学者、大阪大学名誉教授（* 1932年）[3]
- 1月1日 - 椙山正弘、日本の教育者、学校法人椙山女学園学園長（* 1934年）[4]
- 1月1日 - 高塚龍之、日本の社会学者、岩手大学名誉教授（* 1943年）[5]
- 1月1日 - ペギー・ヤング（英語版）、アメリカ合衆国のシンガーソングライター、慈善活動家（* 1952年）[6]
- 1月1日 - 堀晃、日本の洋画家（* 1952年）[7]
- 1月1日 - クリス・ケリミ（ロシア語版）、ロシアの歌手、作曲家（* 1955年）[8]
- 1月1日 - ジャマール・アフマッド・モハンマド・アル＝バダーウィー（英語版）、イエメンのイスラム過激派活動家、米艦コール襲撃事件首謀者（* 1960年）[9]
- 1月1日 - 黒碧天、日本のイラストレーター（* 1974年）[10]
- 1月1日 - エイジ、日本のYouTuber、アバンティーズのメンバー（* 1996年）[11][12][13]
- 1月2日 - 古川豐彦、日本の実業家、元保土谷化学工業社長（* 1930年?）[14]
- 1月2日 - 細井計、日本の文学者、岩手大学名誉教授（* 1936年）[15]
- 1月2日 - 権並清、日本の政治家、元滋賀県愛東町長（* 1936年?）[16]
- 1月2日 - ダリル・ドラゴン（英語版）、アメリカ合衆国のミュージシャン、作詞家、キャプテン&テニールメンバー（* 1942年）[17]
- 1月2日 - ボブ・アインスタイン、アメリカ合衆国の俳優（* 1942年）[18]
- 1月2日 - ジーン・オーカーランド、アメリカ合衆国のプロレス・インタビュアー、アナウンサー（* 1942年）[19]
- 1月2日 - ワン・キ・ホン（英語版）、大韓民国出身のアメリカ合衆国の医学者（* 1942年）[20]
- 1月2日 - パウリーン・ファン・デートコム（オランダ語版）、オランダのスピードスケート選手、2008年世界選手権女子パシュート金メダリスト（* 1981年）[21]
- 1月3日 - 岡野真治、日本の物理学者（* 1926年）[22]
- 1月3日 - ハーバート・ケレハー、アメリカ合衆国の実業家、サウスウエスト航空共同創業者・元CEO・名誉会長（* 1931年）[23]
- 1月3日 - 堀秀道、日本の鉱物学者、鉱物科学研究所長（* 1934年）[24]
- 1月3日 - ミカエル楊鳴章（中国語版）、香港のカトリック教会聖職者、香港教区司教（* 1945年）[25]
- 1月3日 - スティーヴ・リプリー（英語版）、アメリカ合衆国のギタリスト、エレクトリック・ギター開発者（* 1950年）[26]
- 1月3日 - ジョー・ケイスリー・ヘイフォード（英語版）、イギリスのファッションデザイナー（* 1956年）[27]
- 1月3日 - 佐野つかさ、日本のアイドル・元愛夢GLTOKYOメンバー（* 1992年）[28]
- 1月4日 - 新垣博子、日本の平和活動家、元ひめゆり平和祈念資料館館長（* 1919年）[29]
- 1月4日 - ノーマン・バーンバウム（英語版）、アメリカ合衆国の社会学者（* 1926年）[30]
- 1月4日 - ハロルド・ブラウン、アメリカ合衆国の核物理学者、政治家、第14代国防長官（* 1927年）[31]
- 1月4日 - ハロルド・デムゼッツ、アメリカ合衆国の経済学者（* 1930年）[32]
- 1月4日 - ジョン・バーニンガム、イギリスの絵本作家（* 1936年）[33]
- 1月4日 - 竹内博明、日本の医学者、元香川大学副学長、同大名誉教授（* 1941年）[34]
- 1月4日 - 上原勝榮、日本のボクシング指導者（* 1945年）[35]
- 1月4日 - ノーマン・スナイダー（英語版）、カナダの脚本家（* 1945年）[36]
- 1月4日 - 横田順彌、日本のSF作家、明治文化史研究家（* 1945年）[37]
- 1月5日 - 古坂英、日本の政治家、元青森県柏村長（* 1923年）[38]
- 1月5日 - 村山修一、日本の水泳選手、日本水泳連盟顧問、元800mリレー世界記録保持者（* 1923年）[39]
- 1月5日 - 伊藤二子、日本の造形作家（* 1926年）[40]
- 1月5日 - 兼高かおる、日本の旅行ジャーナリスト（* 1928年）[41]
- 1月5日 - ドラゴスラヴ・シェクララツ、セルビアのサッカー選手・指導者、元旧ユーゴスラビア代表（* 1937年）[42]
- 1月5日 - ルドルフ・ラフ（英語版）、アメリカ合衆国の生物学者（* 1941年）[43]
- 1月5日 - エリック・ヘイドック（英語版）、イギリスのベーシスト、元ホリーズメンバー（* 1943年）[44]
- 1月5日 - ペーター・マスース（オランダ語版）、オランダのトランペット奏者（* 1944年）[45]
- 1月5日 - 大山高男、日本の俳優、声優（* 1944年）[46]
- 1月5日 - 豊島重之、日本の医師、演出家、モレキュラーシアター主宰（* 1946年）[47]
- 1月5日 - アレックス・スミルノフ、カナダのプロレスラー（* 1947年）[48]
- 1月5日 - 若林誠、日本の実業家、ディーブイエックス会長（* 1950年）[49]
- 1月5日 - ハ・ヨンス（朝鮮語版）、大韓民国の俳優、ファッションデザイナー（* 1950年）[50]
- 1月5日 - 秋元満、日本の銀行家、京都銀行元頭取（* 1927年）[51]
- 1月6日 - ポール・ストリーテン（英語版）、オーストリア出身のイギリスの経済学者（* 1917年）[52]
- 1月6日 - ロバート・ルイス・カーン（英語版）、アメリカ合衆国の心理学者、社会科学者（* 1918年）[53]
- 1月6日 - ホセ・ラモン・フェルナンデス（英語版）、キューバの元軍人、政治家、元閣僚評議会副議長（* 1923年）[54]
- 1月6日 - アラン・ロバート・パールマン（英語版）、アメリカ合衆国の電子技術者、アープ創業者（* 1925年）[55]
- 1月6日 - 新井正男、日本の法学者、弁護士、英米法学者、中央大学名誉教授（* 1925年）[56]
- 1月6日 - 関陽太郎、日本の地質学者、埼玉大学名誉教授（* 1925年）[57]
- 1月6日 - ウィリアム・モーガン・シェパード（英語版）、イギリスの俳優、声優（* 1932年）[58]
- 1月6日 - 市川慎一、日本の仏文学者、早稲田大学名誉教授（* 1936年）[59]
- 1月6日 - 天地総子、日本の歌手、女優、声優（* 1941年）[60]
- 1月6日 - グレッグ・ルドロフ、アメリカ合衆国のレコーディング・エンジニア（* 1955年）[61]
- 1月7日 - モーシェ・アレンス、リトアニア出身のイスラエルの航空工学専門家、外交官・政治家、元外務大臣・国防大臣（* 1925年）[62]
- 1月7日 - 加藤幹太、日本の放射線生物学者、元滋賀大学学長、京都大学名誉教授（* 1927年）[63]
- 1月7日 - ジョン・ジュベール（英語版）、南アフリカ共和国出身のイギリスの作曲家（* 1927年）[64]
- 1月7日 - クライディ・キング（英語版）、アメリカ合衆国の歌手（* 1943年）[65]
- 1月7日 - デイヴ・ラング（英語版）、イギリスの音楽評論家・研究者（* 1947年）[66]
- 1月7日 - ジョスリーン・サアブ（英語版）、レバノンのジャーナリスト、映画監督（* 1948年）[67]
- 1月7日 - 上田雄介、日本の実業家、前住友精化社長（* 1950年）[68]
- 1月7日 - ベルナール・チュルーヤン、フランスの柔道家、1980年モスクワオリンピック78kg以下級銅メダリスト（* 1953年）[69]
- 1月7日 - 川口恵子、日本の比較文化研究者、映画研究者（* 1957年）[要出典]
- 1月7日 - チン・ヒョン（朝鮮語版）、大韓民国のトロット歌手（* 1985年）[70]
- 1月8日 - ピエール・バリエ（フランス語版）、フランスの劇作家（* 1923年）[71]
- 1月8日 - 大矢明夫、日本の政治家、神奈川県清川村長（* 1948年）[72]
- 1月9日 - 立花太郎、日本の物理化学者、お茶の水女子大学名誉教授（* 1914年）[73]
- 1月9日 - レスター・ワンダーマン（英語版）、アメリカ合衆国の起業家、ワンダーマン創業者、ダイレクトマーケティング発案者（* 1920年）[74]
- 1月9日 - アナトリー・ルキヤノフ、ロシアの政治家、元ソビエト連邦最高会議議長（* 1930年）[75]
- 1月9日 - 三上かーりん、ドイツ出身の日本のピアニスト（* 1934年）[76]
- 1月9日 - ミラン・パンチェフスキ（英語版）、マケドニアの政治家、元ユーゴスラビア共産主義者同盟書記長（* 1935年）[77]
- 1月9日 - ジョセフ・ジャーマン（英語版）、アメリカ合衆国のジャズミュージシャン、浄土真宗僧侶（* 1937年）[78]
- 1月9日 - ヴェルナ・ブルーム（英語版）、アメリカ合衆国の女優（* 1938年）[79]
- 1月9日 - 青山丘、日本の政治家、元衆議院議員（* 1941年）[80]
- 1月9日 - ポール・コスロ（英語版）、ドイツ出身のカナダの俳優（* 1944年）[81]
- 1月9日 - 冷泉公裕、日本の俳優、演出家（* 1947年）[82]
- 1月10日 - フィリップ・ド・ラノワ（英語版）、ベルギーの貴族、ラノワ伯爵家（フランス語版）当主（* 1922年）[83]
- 1月10日 - テオ・アダム、ドイツのバス・バリトン歌手（* 1926年）[84]
- 1月10日 - 野本醇、日本の洋画家（* 1930年）[85]
- 1月10日 - 上田惇生、日本の経営学者、ものつくり大学名誉教授（* 1939年）[86]
- 1月10日 - 宇仁貫三、日本の殺陣師（* 1940年）[87]
- 1月10日 - 日高武昭、日本出身のドミニカ共和国の開拓者、ドミニカ移民訴訟元原告団副団長（* 1943年）[88]
- 1月10日 - ラリー・カニンガム（英語版）、アメリカ合衆国のR&B歌手、フローターズ（英語版）メンバー（* 1953年）[89]
- 1月10日 - ケヴィン・フレット（英語版）、プエルトリコのトラップ歌手（* 1994年）[90]
- 1月11日 - 韮谷定敏、日本の実業家、元同和鉱業社長（* 1925年）[91]
- 1月11日 - ジョージ・ブレイディ（英語版） - チェコ出身のカナダの実業家、ホロコースト生還者。ハンナ・ブレイディの兄（*1928年）[92]
- 1月11日 - マイケル・アティヤ、イギリスの数学者、ナイト、元王立協会会長（* 1929年）[93]
- 1月11日 - ビョルゲ・シャールレーン、ノルウェーのフィギュアスケート選手（* 1933年）[94]
- 1月12日 - 梅原猛、日本の哲学者、元ものつくり大学総長、京都市立芸術大学・国際日本文化研究センター名誉教授（* 1925年）[95]
- 1月12日 - 堀茂徳、日本の金属工学者、大阪大学名誉教授（* 1927年）[96]
- 1月12日 - 朴普煕（パク･ポヒ）、大韓民国の宗教家、元世界日報発行人・社長（* 1930年）[97]
- 1月12日 - 利沢行夫、日本のアメリカ文学者、文芸評論家、筑波大学名誉教授（* 1931年）[98]
- 1月12日 - サンガー・D・シェイファー（英語版）、アメリカ合衆国のカントリーミュージックソングライター（* 1934年）[99]
- 1月12日 - 市原悦子、日本の女優、ナレーター（* 1936年）[100]
- 1月12日 - 六角鬼丈、日本の建築家、東京藝術大学名誉教授（* 1941年）[101]
- 1月12日 - ボブ・クーチェンバーグ（英語版）、アメリカ合衆国のNFL選手【マイアミ・ドルフィンズ所属】（* 1947年）[102]
- 1月12日 - 池田智哉、日本の舞台照明技師（* 1947年）[103]
- 1月12日 - Kei、日本のベーシスト、Fear, and Loathing in Las Vegasのメンバー（* 生年不詳）[104]
- 1月13日 - ボニー・ギター（英語版）、アメリカ合衆国のカントリーミュージック歌手（* 1923年）[105]
- 1月13日 - 安藤士、日本の彫刻家（* 1923年）[106]
- 1月13日 - アルフレッド・K.ニューマン（英語版）、アメリカ合衆国の元軍人、元コードトーカー（* 1924年）[107]
- 1月13日 - 泉嘉夫、日本の能楽師、観世流シテ方（* 1926年）[108]
- 1月13日 - フランシーヌ・デュ・プレシックス・グレイ（英語版）、ポーランド出身のアメリカ合衆国の作家、文芸評論家（* 1930年）[109]
- 1月13日 - 阿部汎克、日本のジャーナリスト、元毎日新聞ジュネーブ支局長・論説副委員長（* 1932年）[110]
- 1月13日 - 栗林忠男、日本の国際法学者、慶應義塾大学名誉教授（* 1937年）[111]
- 1月13日 - ダグラス・M・コッスル（英語版）、アメリカ合衆国の環境問題研究家、元環境保護庁長官（* 1939年）[112]
- 1月13日 - メル・ストットルマイヤー、アメリカ合衆国のMLB選手【ニューヨーク・ヤンキース所属】・指導者（* 1941年）[113]
- 1月13日 - ウィリー・マーフィー（英語版）、アメリカ合衆国のブルースミュージシャン（* 1943年）[114]
- 1月13日 - フィル・マシンガ、南アフリカ共和国のサッカー選手（* 1969年）[115]
- 1月14日 - ライナー・シュタデルマン（英語版）、ドイツのエジプト学者（* 1933年）[116]
- 1月14日 - パベウ・アダモビッチ、ポーランドの政治家、グダニスク市長（* 1965年）[117]
- 1月14日 - ギャビン・スミス（英語版）、カナダのプロポーカープレイヤー（* 1968年）[118]
- 1月15日 - キャロル・チャニング、アメリカ合衆国の女優（* 1921年）[119]
- 1月15日 - 松本昌次、日本の編集者、出版者（* 1927年）[120]
- 1月15日 - 湯浅暉久、日本の実業家、元ユアサ商事社長（* 1930年）[121]

## (16日 - 31日)

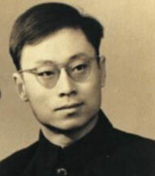
于敏／1月16日没

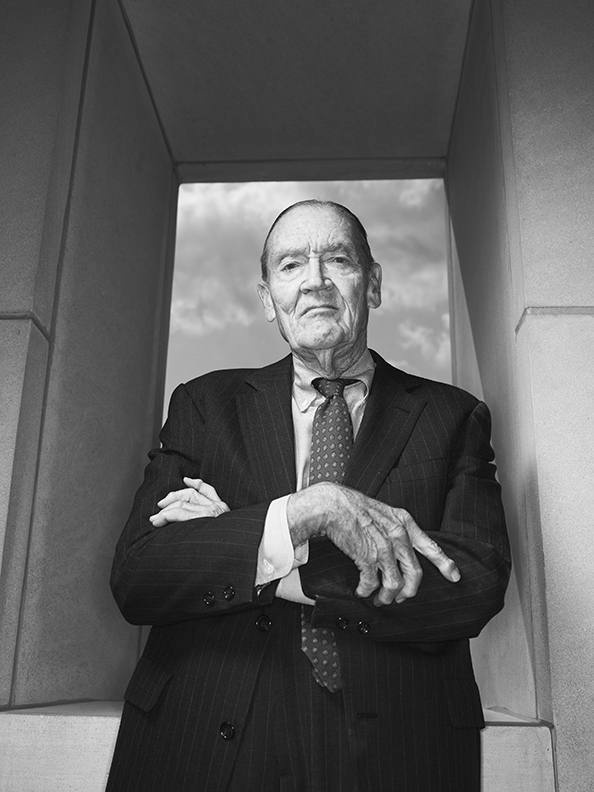
ジョン・C・ボーグル／1月16日没

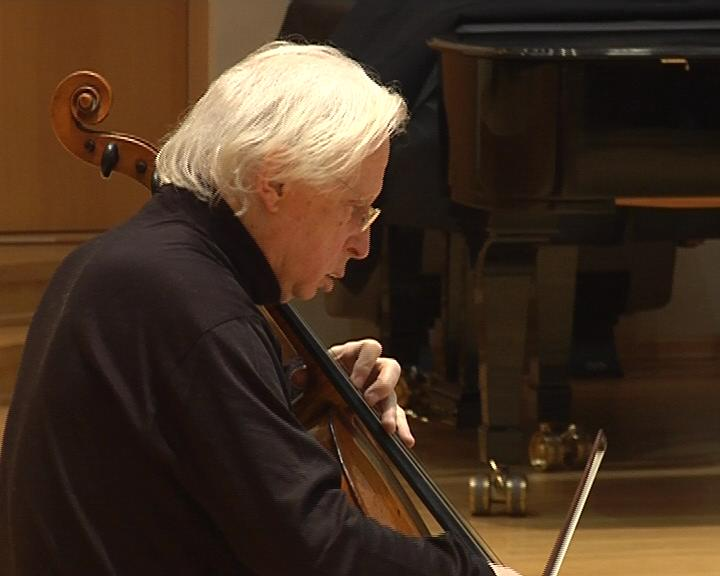
ウジ・ヴィーゼル／1月17日没

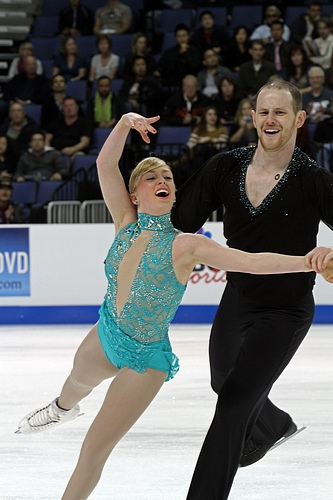
ジョン・コフリン（右）／1月18日没

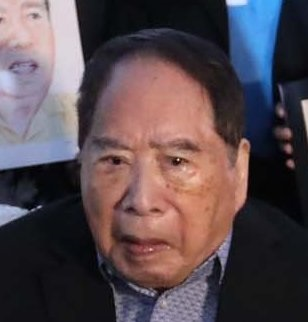
ヘンリー・シー／1月19日没

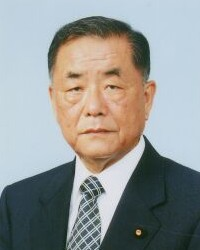
月原茂皓／1月19日没

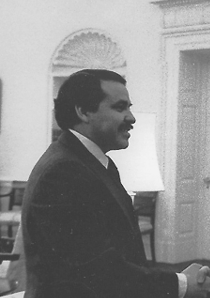
トニー・メンデス／1月19日没

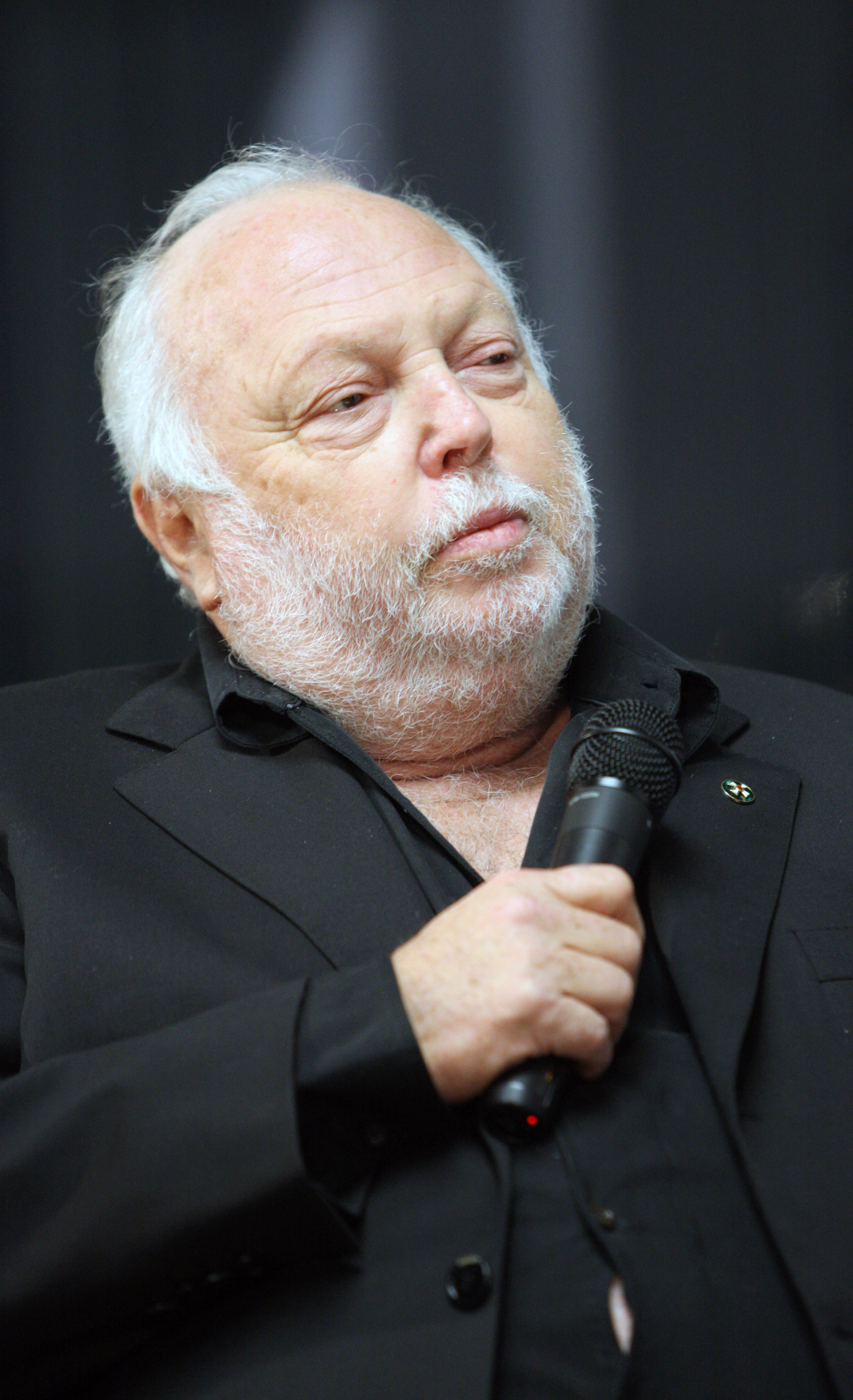
アンドリュー・G・ヴァイナ／1月20日没

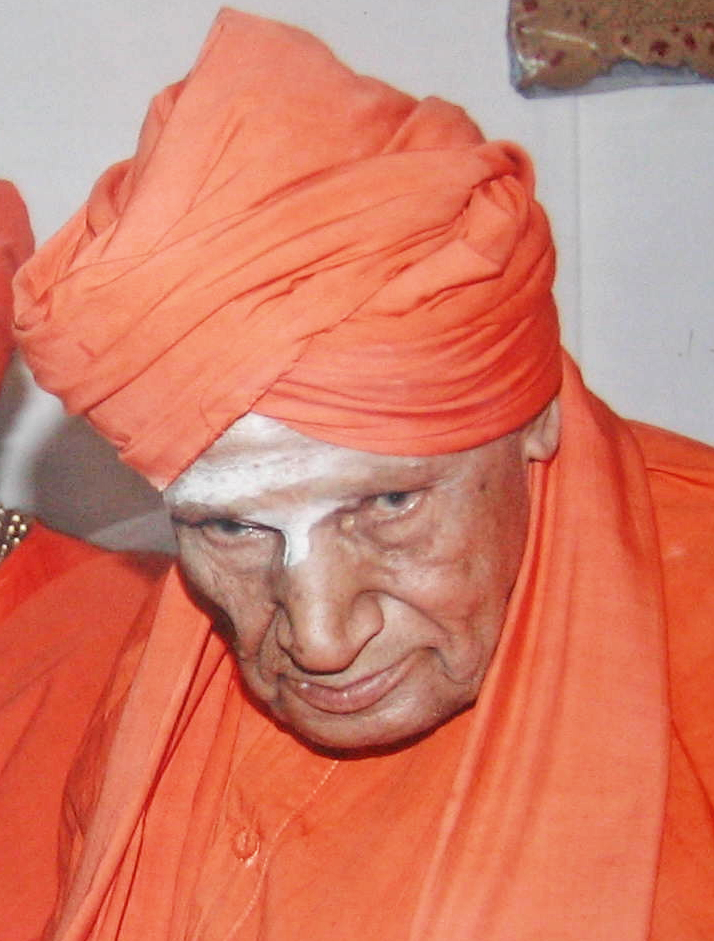
シヴァクマラ・スワミ／1月21日没

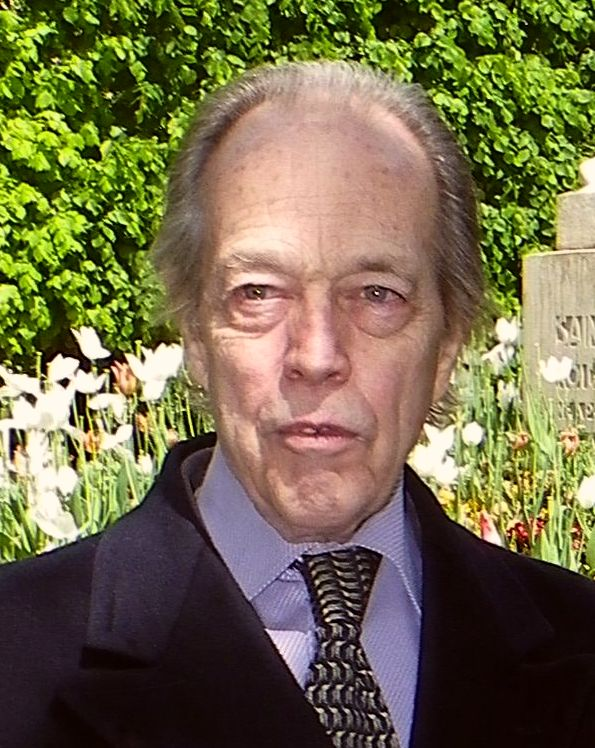
フランス公アンリ／1月21日没

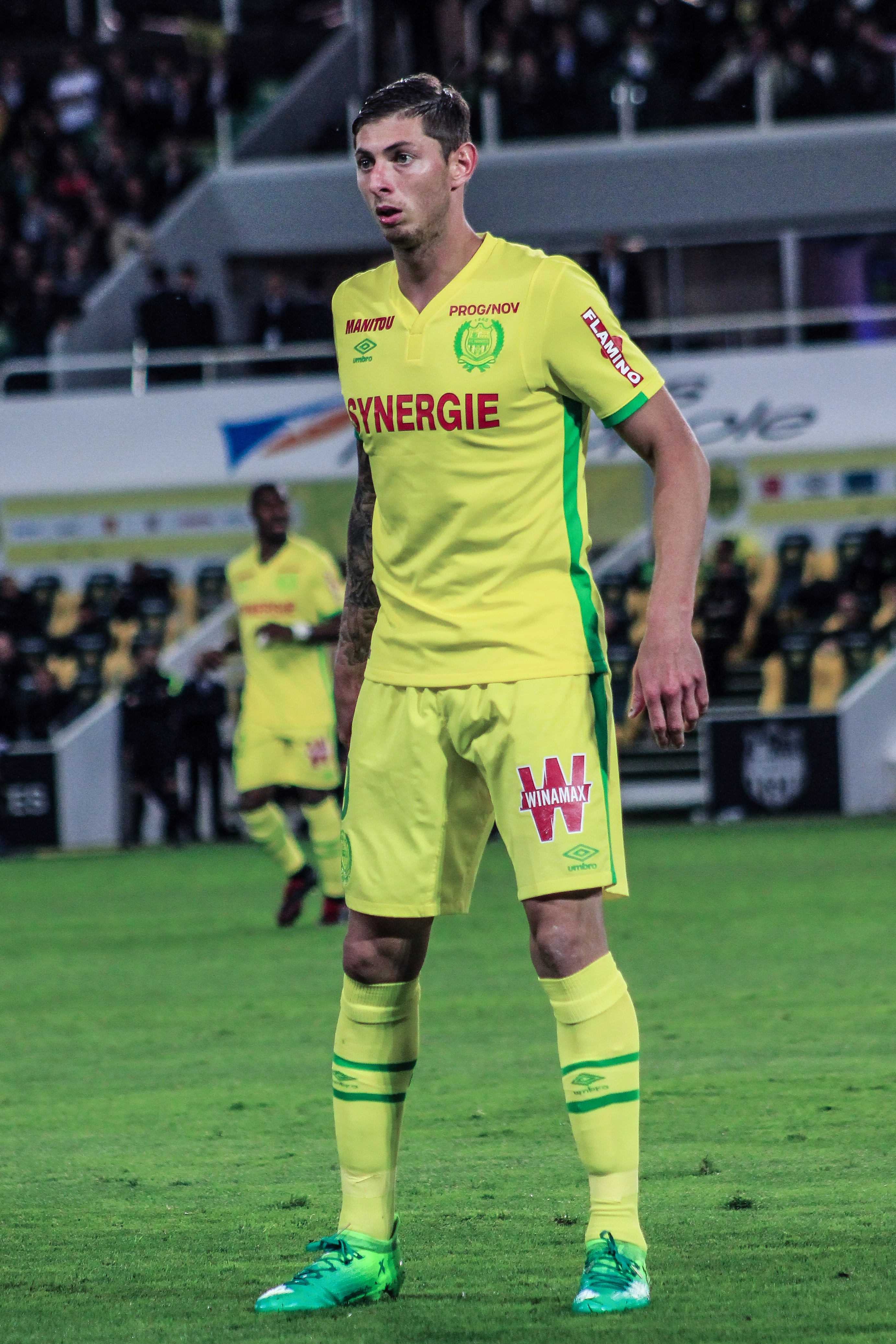
エミリアーノ・サラ／1月21日没

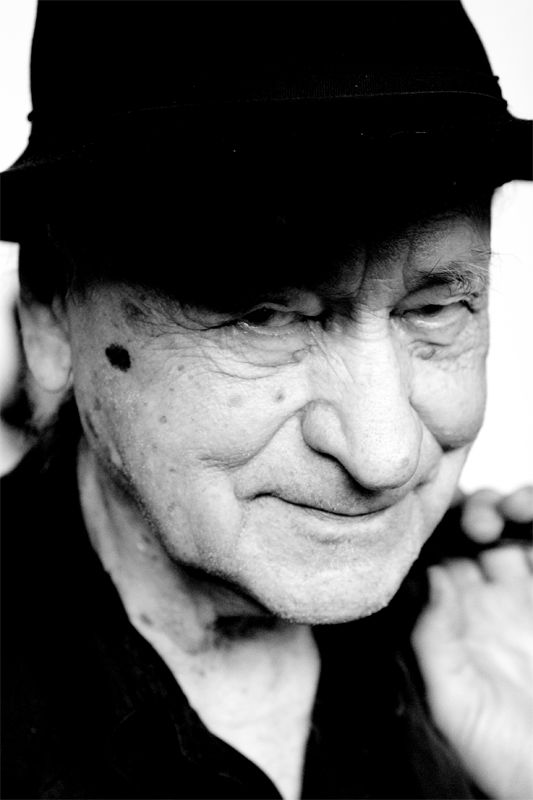
ジョナス・メカス／1月23日没

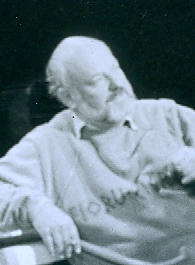
ドゥシャン・マカヴェイエフ／1月25日没

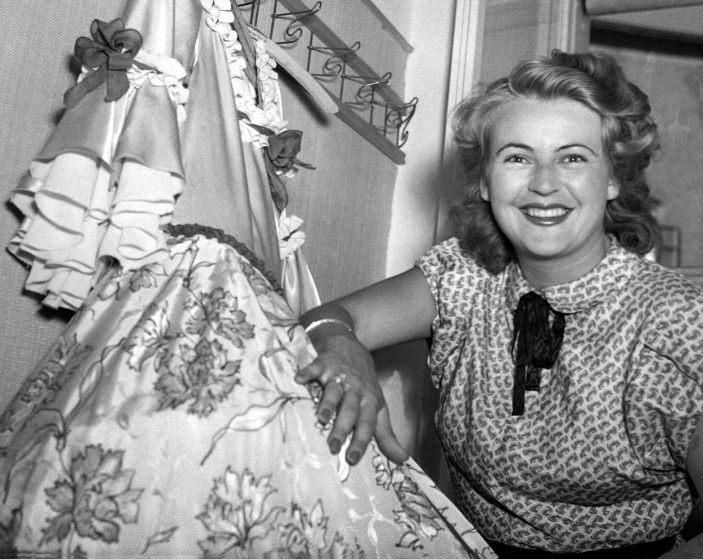
ウィルマ・リップ／1月26日没

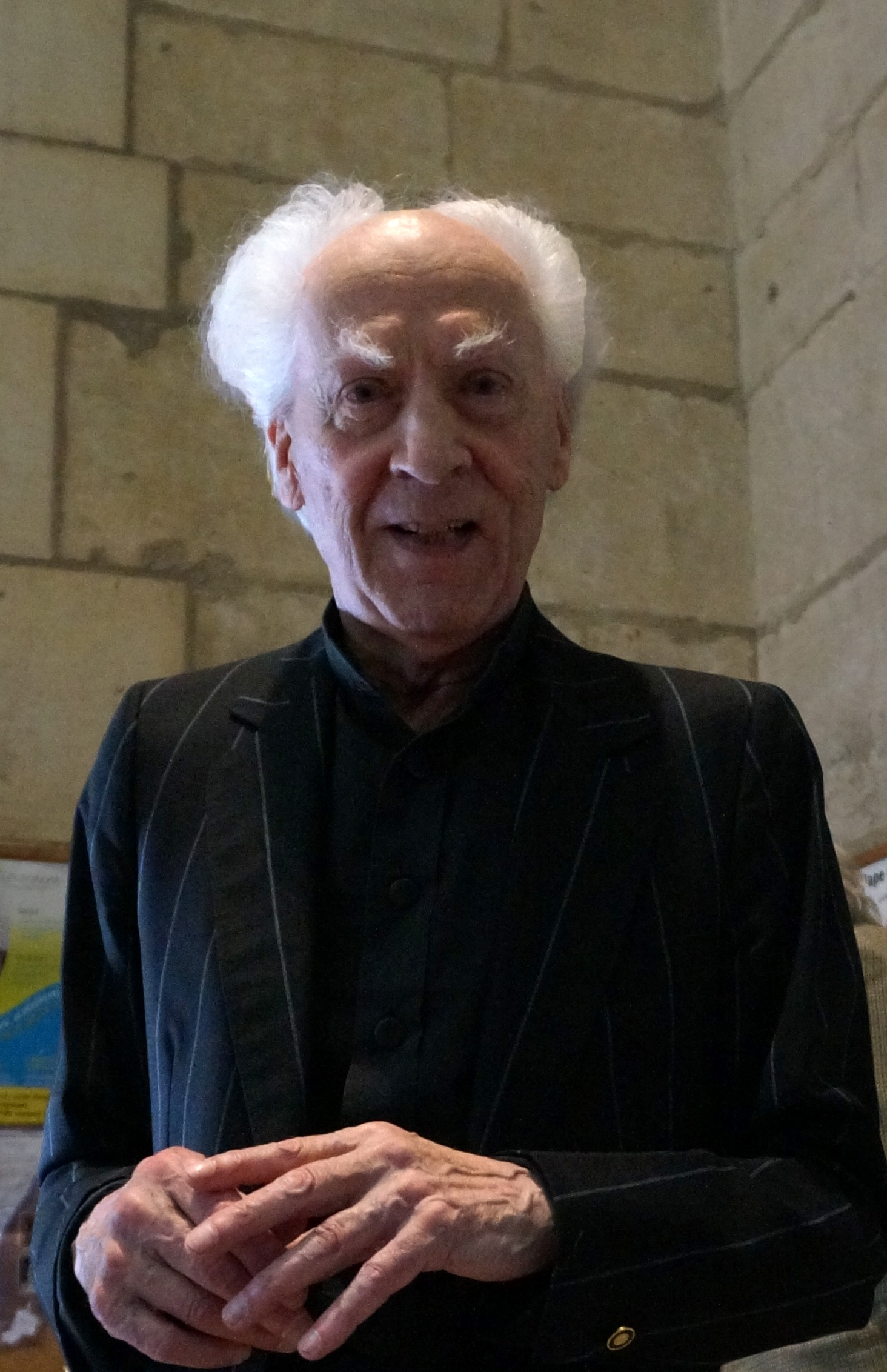
ジャン・ギユー／1月26日没

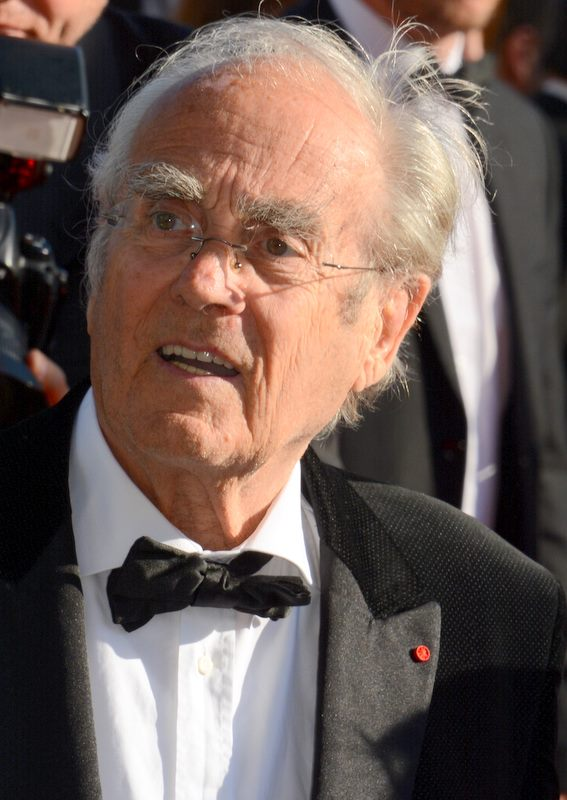
ミシェル・ルグラン／1月26日没

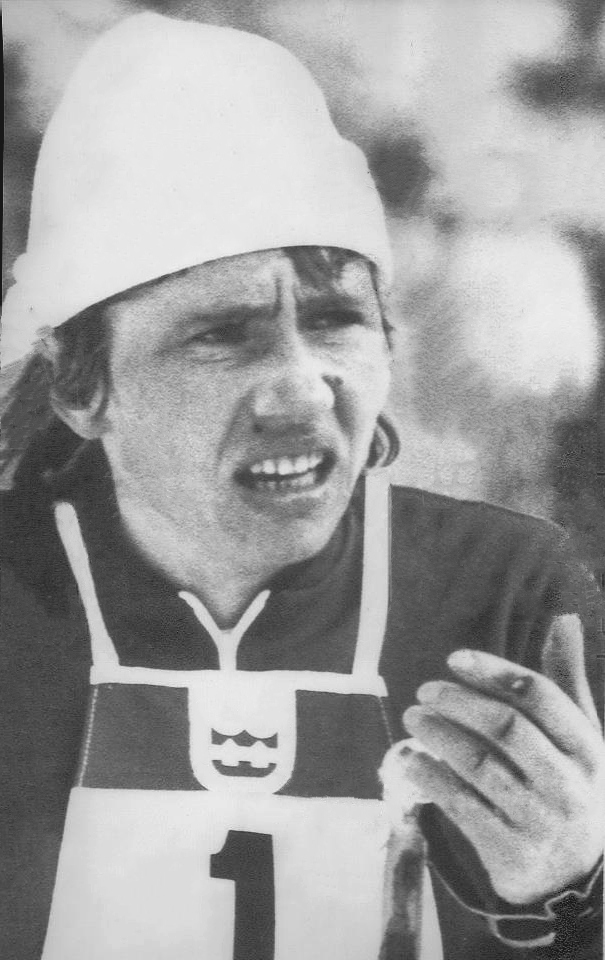
ニナ・バルディチェワ＝フョードロワ／1月27日没

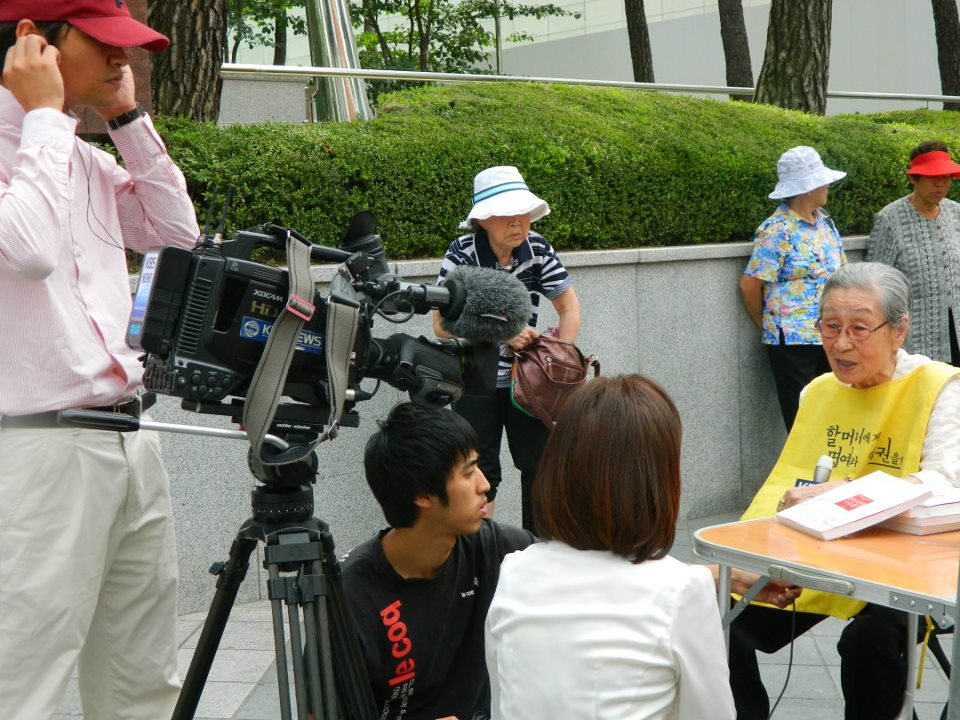
金福童（黄色の人物）／1月28日没

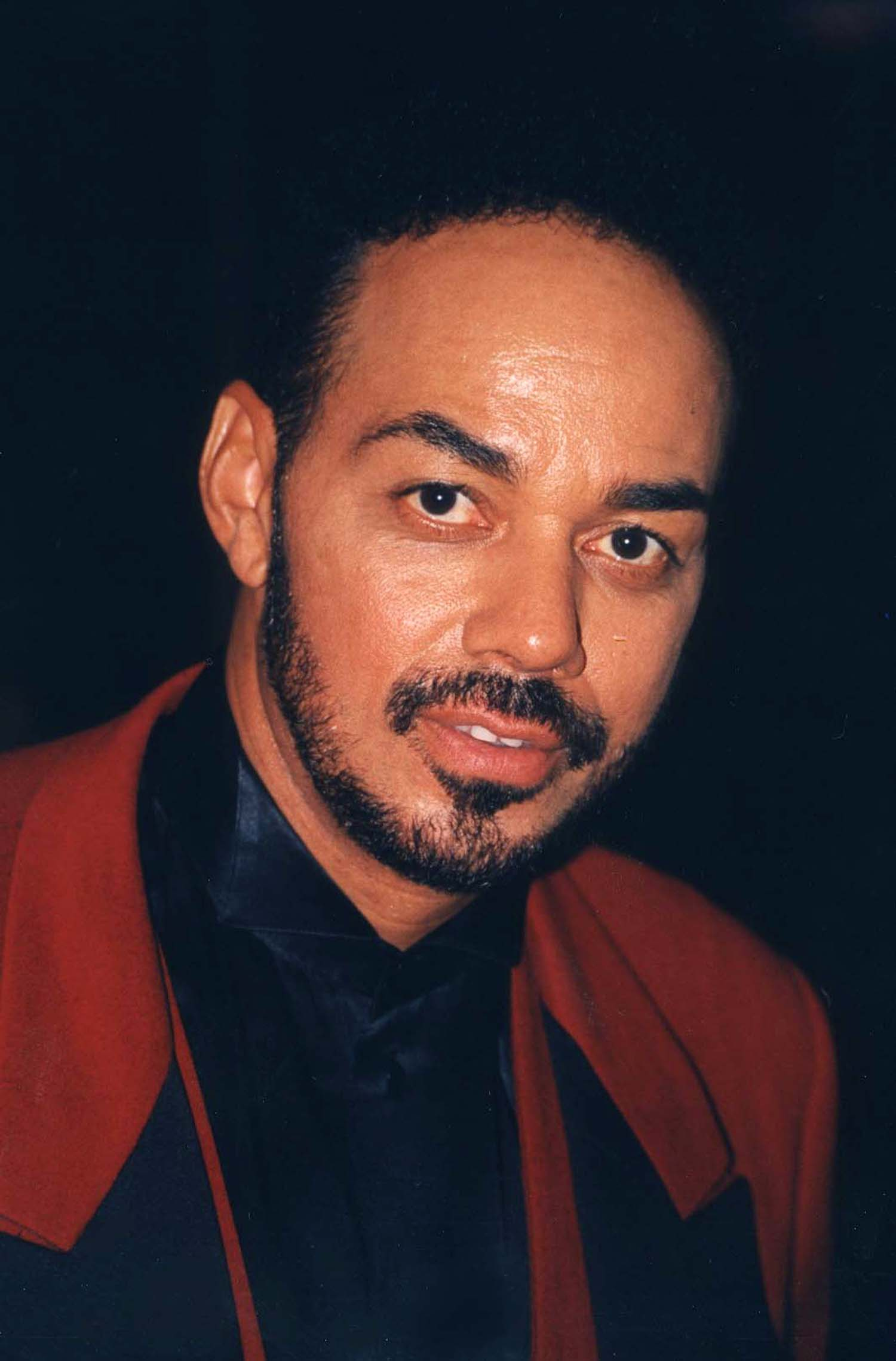
ジェームス・イングラム／1月29日没

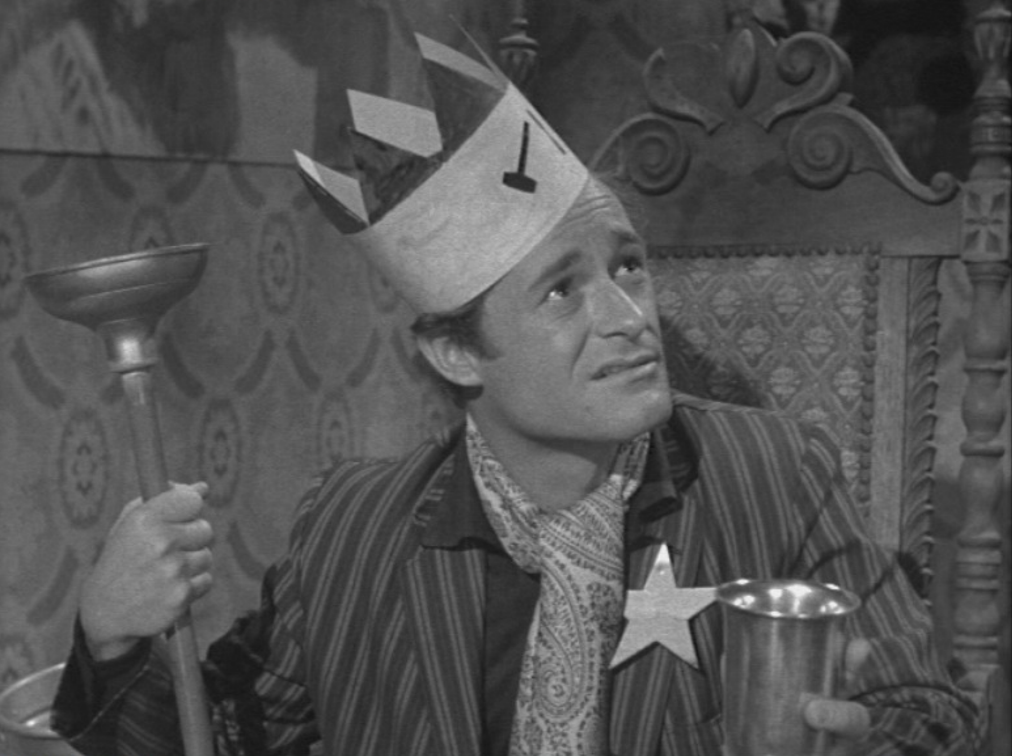
ディック・ミラー／1月30日没

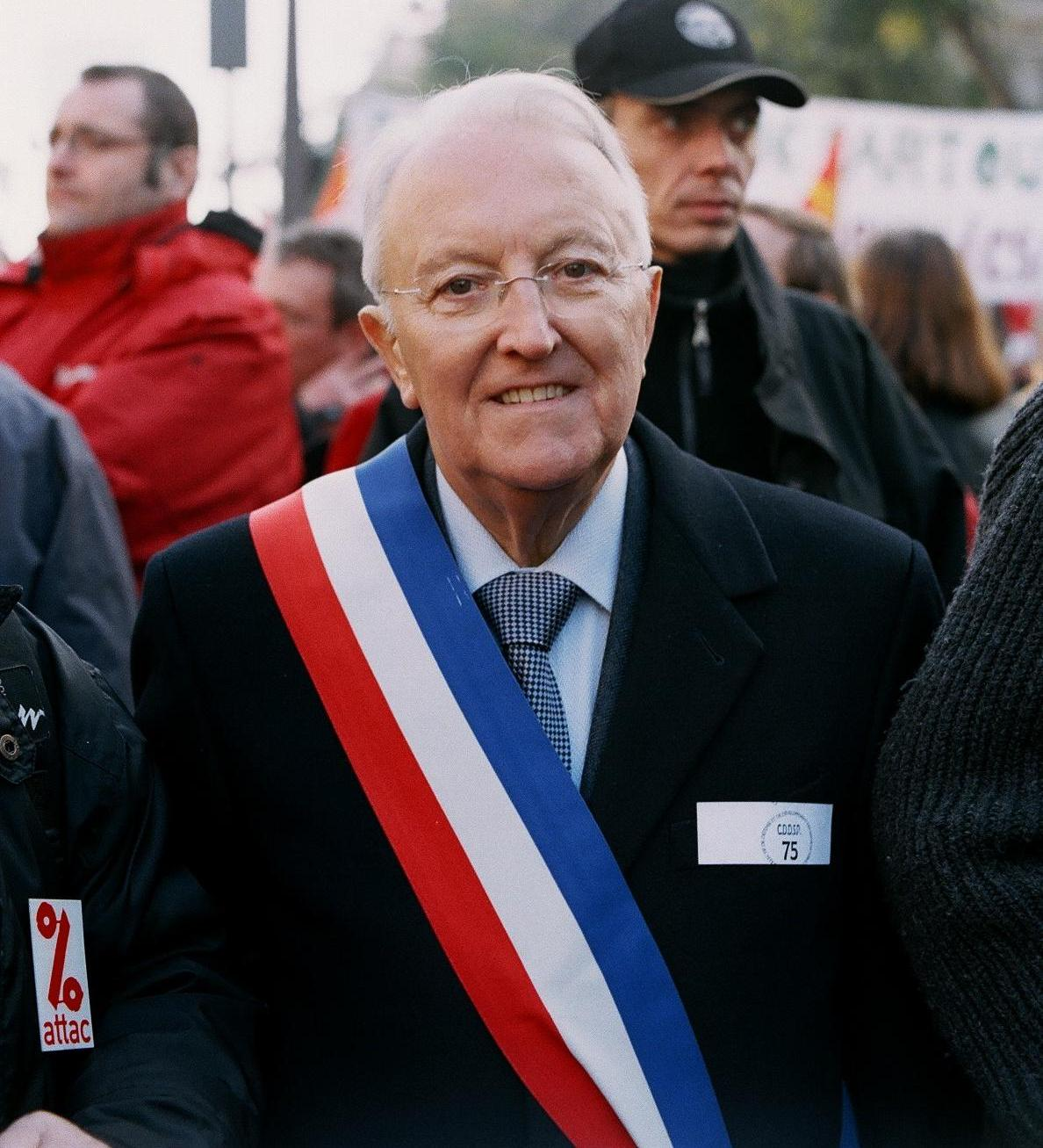
ジョルジュ・サール／1月31日没

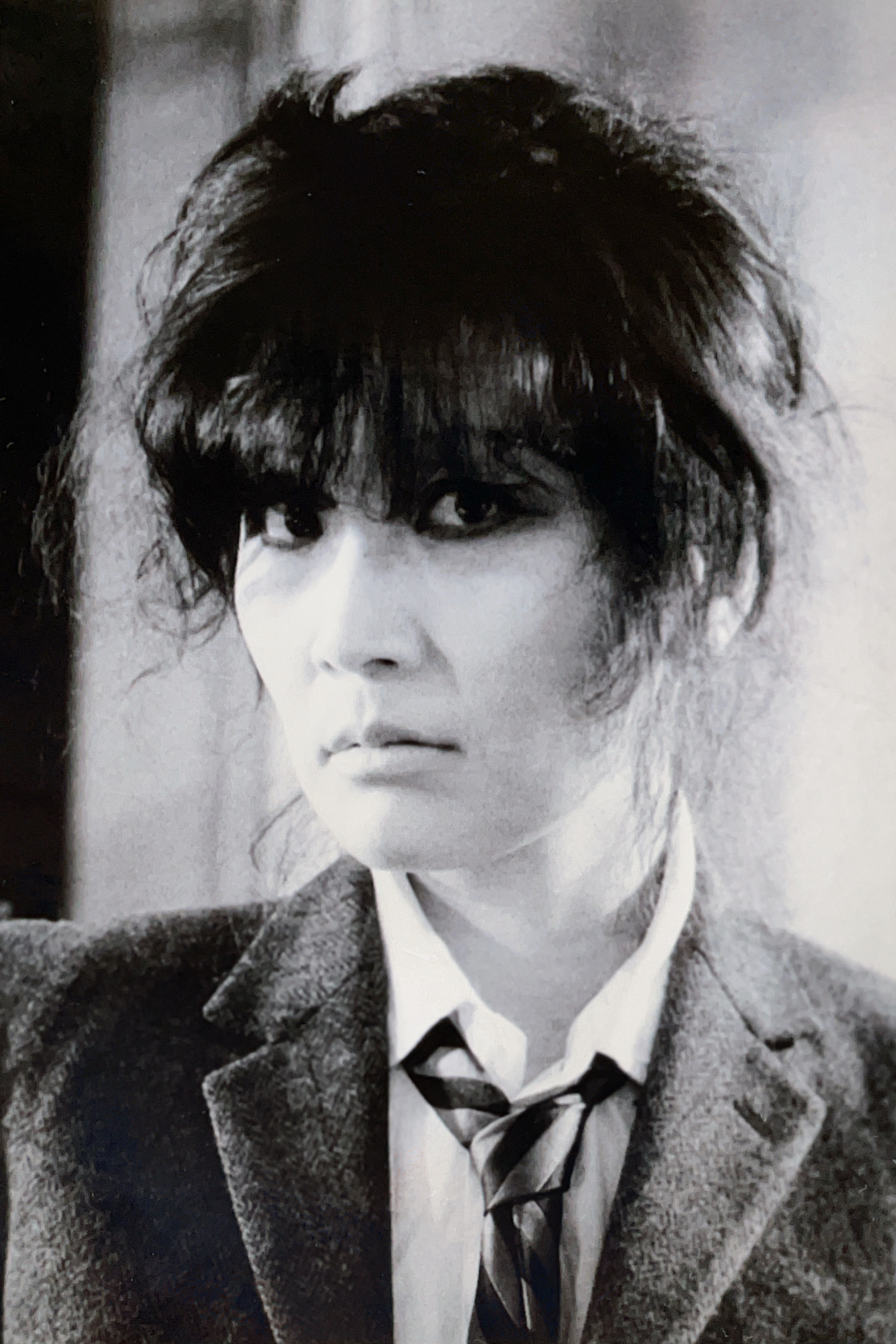
到津伸子／1月31日没

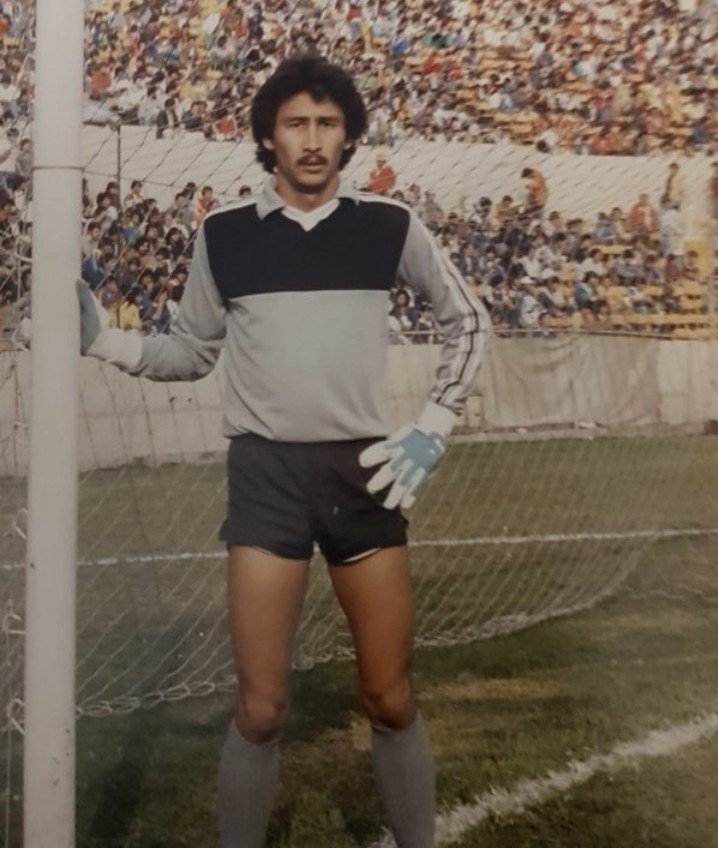
パブロ・ラリオス／1月31日没

- 1月16日 - 柳宗玄、日本の美術史家、お茶の水女子大学名誉教授（* 1917年）[122]
- 1月16日 - 小川亮、日本の政治家、元山口県徳山市長（* 1924年）[123]
- 1月16日 - 鈴木恕、日本の植物生理学者、生化学者、筑波大学名誉教授（* 1925年?）[124]
- 1月16日 - 町田茂、日本の物理学者、京都大学名誉教授（* 1926年）[125]
- 1月16日 - 于敏、中華人民共和国の核物理学者（* 1926年）[126]
- 1月16日 - ジョン・C・ボーグル、アメリカ合衆国の投資家、バンガード・グループ創業者（* 1929年）[127]
- 1月16日 - 竹原伸治、日本の舞台写真家（* 1934年?）[128]
- 1月16日 - ヒュー・ルーウィン（英語版）、南アフリカ共和国の反アパルトヘイト活動家、作家（* 1939年）[129]
- 1月16日 - ミリアム・プレスラー（ドイツ語版）、ドイツの作家（* 1940年）[130]
- 1月16日 - 田代五男、日本の実業家、総合メディカルホールディングス会長（* 1948年）[131]
- 1月16日 - ジェラール・バッセ（フランス語版）、フランス出身のイギリスのソムリエ（* 1957年）[132]
- 1月16日 - ローナ・ドゥーム（英語版）、アメリカ合衆国のベーシスト、ジャームス（英語版）メンバー（* 1958年）[133]
- 1月16日 - アーメド・フセイン＝スアル（英語版）、ガーナの調査報道記者（* 1967年）[134]
- 1月17日 - 中溝慶生、日本の医学者、九州大学名誉教授、日本乾癬学会初代会長（* 1924年）[135]
- 1月17日 - メアリー・オリヴァー（英語版）、アメリカ合衆国の詩人、ピューリッツァー賞受賞者（* 1935年）[136]
- 1月17日 - レジー・ヤング（英語版）、アメリカ合衆国のギタリスト、スタジオ・ミュージシャン（* 1936年）[137]
- 1月17日 - 米沢富美子、日本の理論物理学者、慶應義塾大学名誉教授、元日本物理学会会長（* 1938年）[138]
- 1月17日 - サム・サヴェージ（英語版）、アメリカ合衆国の小説家、詩人（* 1940年）[139]
- 1月17日 - ウジ・ヴィーゼル、イスラエル出身のチェリスト（* 1927年）[140]
- 1月18日 - 丸尾玉蘭、日本の書家（* 1925年?）[141]
- 1月18日 - ブライアン・ストーウェル（英語版）、マン島のラジオパーソナリティ、マン島語再生運動家（* 1936年）[142]
- 1月18日 - ラミア・アル＝ガイラニ・ウェアー（英語版）、イラクの考古学者（* 1938年）[143]
- 1月18日 - 和唐正勝、日本の学校保健学者、宇都宮大学名誉教授（* 1940年）[144]
- 1月18日 - ガリー・ガッティング、アメリカ合衆国の哲学者（* 1942年）[145]
- 1月18日 - ジョン・コフリン、アメリカ合衆国のフィギュアスケート選手（* 1985年）[146]
- 1月19日 - 小林寛澄、日本の元軍人、元八路軍兵士（* 1919年）[147]
- 1月19日 - ミュリエル・パヴロウ（英語版）、イギリスの女優（* 1921年）[148]
- 1月19日 - ネイサン・グレイザー（英語版）、アメリカ合衆国の社会学者（* 1923年）[149]
- 1月19日 - ヘンリー・シー、中華民国出身のフィリピンの実業家、SMインベストメンツ創業者（* 1924年）[150]
- 1月19日 - ダニエル・C. ストリーピーク（英語版）、アメリカ合衆国のメイクアップアーティスト（* 1930年）[151]
- 1月19日 - 高田直彦、日本の陶芸家、美術史家、三重大学名誉教授（* 1931年）[152]
- 1月19日 - マリオ・ベルトンチーニ（イタリア語版）、イタリアの作曲家、ピアニスト、音楽教師（* 1932年）[153]
- 1月19日 - エドワード・モリソン、アメリカ合衆国の弁護士、元ニューヨーク市副市長（* 1933年）[154]
- 1月19日 - 月原茂皓、日本の政治家、元衆議院議員・元参議院議員（* 1935年）[155]
- 1月19日 - 稲垣健治、日本の元プロボクサー、アマチュアボクシング選手（* 1935年）[156]
- 1月19日 - トニー・メンデス、アメリカ合衆国のCIA職員、元秘密工作本部作戦支援部所属、イランアメリカ大使館人質事件脱出者救出作戦（“カナダの策謀”）指揮者（* 1940年）[157]
- 1月19日 - テッド・マッケンナ（英語版）、スコットランドのドラマー、センセーショナル・アレックス・ハーヴェイ・バンドメンバー（* 1950年）[158]
- 1月20日 - 野中正造、日本の世界最長寿の男性（* 1905年）[159]
- 1月20日 - フランソワ・ペロー（フランス語版）、フランスの俳優（* 1924年）[160]
- 1月20日 - 北西允、日本の政治学者、広島大学名誉教授（* 1926年）[161]
- 1月20日 - 海崎洋一郎、日本の実業家、元ブリヂストン社長（* 1930年）[162]
- 1月20日 - アンドリュー・G・ヴァイナ、ハンガリー出身のアメリカ合衆国の映画プロデューサー（* 1944年）[163]
- 1月21日 - シヴァクマラ・スワミ、インドのリンガーヤタ派指導者、シッダガンガ修道院（英語版）最高指導者（* 1907年）[164]
- 1月21日 - ラッセル・ベイカー、アメリカ合衆国の作家、コラムニスト（* 1925年）[165]
- 1月21日 - ケイ・バラード（英語版）、アメリカ合衆国の女優、歌手、コメディアン（* 1925年）[166]
- 1月21日 - マルセル・アゾーラ（フランス語版）、フランスのアコーディオン奏者（* 1927年）[167]
- 1月21日 - マキシン・ブラウン（英語版）、アメリカ合衆国のカントリーミュージックシンガー、ザ・ブラウンズ（英語版）メンバー（* 1931年）[168]
- 1月21日 - フランス公アンリ、フランスの王位請求者、オルレアン家当主（* 1933年）[169]
- 1月21日 - レオ・パケット（英語版）、アメリカ合衆国の有機化学者（* 1934年）[170]
- 1月21日 - 西村彰朗、日本の演劇評論家、元京都新聞社論説委員（* 1939年）[171]
- 1月21日 - エドウィン・バードソング（英語版）、アメリカ合衆国のキーボーディスト、オルガン奏者、音楽プロデューサー（* 1941年）[172]
- 1月21日 - 小枝守、日本の高校野球指導者（* 1951年）[173]
- 1月21日 - 津江明宏、日本の神職、今宮戎神社宮司（* 1956年）[174]
- 1月21日 - （遺体発見日）呉季芸（中国語版）、中華民国の登山家（* 1982年）[175]
- 1月21日 - エミリアーノ・サラ、アルゼンチンのサッカー選手（* 1990年）[176]
- 1月22日 - 石田寛、日本の地理学者、広島大学名誉教授（* 1919年）[177]
- 1月22日 - 栗本尊子、日本の声楽家、音楽指導者（* 1920年）[178]
- 1月22日 - シャルル・ヴァンデノーヴ（フランス語版）、ベルギーの建築家（* 1927年）[179]
- 1月22日 - ジェームズ・フローリー、アメリカ合衆国のテレビ・映画監督（* 1936年）[180]
- 1月22日 - アンドリュー・フェアリー（英語版）、スコットランドのシェフ（* 1963年）[181]
- 1月23日 - 宮崎秀吉、日本の陸上競技選手（* 1910年）[182]
- 1月23日 - ダイアナ・アットヒル（英語版）、イギリスの作家、編集者（* 1917年）[183]
- 1月23日 - ジョナス・メカス、リトアニア出身のアメリカ合衆国の映画監督、詩人（* 1922年）[184]
- 1月23日 - ノーマン・オラントラック（英語版）、アメリカ合衆国の皮膚科学医師、クリニーク ラボラトリーズ共同創業者（* 1922年）[185]
- 1月23日 - ジョージ・ナスル（英語版）、レバノンの映画監督（* 1927年）[186]
- 1月23日 - 吉村精仁、日本の実業家、元丸一鋼管社長（* 1928年）[187]
- 1月23日 - 保原充、日本の流体力学者、名古屋大学名誉教授（* 1928年）[188]
- 1月23日 - 賀集寛、日本の心理学者、関西学院大学名誉教授（* 1928年）[189]
- 1月23日 - 古田武、日本の実業家、元カネカ社長（* 1930年?）[190]
- 1月23日 - エリック・オーリン・ライト（英語版）、アメリカ合衆国の分析的マルクス主義社会学者（* 1947年）[191]
- 1月23日 - オリヴァー・ムトゥクジ（英語版）、ジンバブエのミュージシャン（* 1952年）[192]
- 1月23日 - 林清玄（中国語版）、中華民国の小説家（* 1953年）[193]
- 1月23日 - アロイシャス・パン（中国語版）（馮偉衷）、シンガポールの俳優（* 1990年）[194]
- 1月24日 - エリオ・ベランイエール（スペイン語版）、スペインのファッションデザイナー（* 1929年）[195]
- 1月24日 - フェルナンド・セバスティアン＝アギラール（スペイン語版）、スペインのカトリック聖職者、枢機卿、元レオン司教、元パンプローナ・トゥデラ教区大司教（* 1929年）[196]
- 1月24日 - 池田勇夫、日本の政治家、大阪府豊能町長（* 1939年）[197]
- 1月25日 - フローレンス・ノール（英語版）、アメリカ合衆国の建築家、家具デザイナー（* 1917年）[198]
- 1月25日 - アレクサンドル・チジャコフ、ロシアの元軍人、国営工場企業長、元企業合同協会会長、ソ連8月クーデター首謀者の1人（* 1926年）[199]
- 1月25日 - ドゥシャン・マカヴェイエフ、セルビアの映画監督、脚本家（* 1932年）[200]
- 1月25日 - 平野智美、日本の教育哲学者、上智大学名誉教授（* 1933年）[201]
- 1月25日 - 丹羽雅子、日本の家政学者、奈良女子大学元学長・名誉教授（* 1933年）[202]
- 1月25日 - ヘンリー・C. デスロフ（英語版）、アメリカ合衆国の歴史家（* 1936年）[203]
- 1月25日 - 北添徹郎、日本の理学者、宮崎大学名誉教授（* 1937年?）[204]
- 1月25日 - ブルース・コービット（英語版）、アメリカ合衆国の歌手、ライゴー・モーティス（英語版）メンバー（* 1962年）[205]
- 1月25日 - ファティマ・アリ（英語版）、パキスタン出身のアメリカ合衆国のシェフ、トップ・シェフ出演者（* 1989年）[206]
- 1月26日 - エカ・チプタ・ウィジャヤ（英語版）、インドネシアの実業家、シナール・マスグループ創業者（* 1921年）[207]
- 1月26日 - ウィルマ・リップ、オーストリアのオペラソプラノ歌手（* 1925年）[208]
- 1月26日 - ジャン・ギユー、フランスの作曲家、オルガン奏者、ピアニスト（* 1930年）[209]
- 1月26日 - 久家道子、日本の刺繍作家、日本手芸普及協会名誉会長（* 1930年）[210]
- 1月26日 - 後藤邦夫、日本の科学史家、桃山学院大学名誉教授（* 1930年）[211]
- 1月26日 - ミシェル・ルグラン、フランスの作曲家、ピアニスト、映画監督、俳優（* 1932年）[212][213]
- 1月26日 - 葉佐井博巳、日本の核物理学者、広島大学名誉教授（* 1932年）[214]
- 1月26日 - 久保敬親、日本の写真家（* 1947年）[215]
- 1月26日 - 田中厚夫、日本の実業家、元東洋鋼鈑社長（* 1947年?）[216]
- 1月26日 - ピエール・ンダイエ・ムランバ（フランス語版）、コンゴ民主共和国のサッカー選手、元ザイール代表（* 1948年）[217]
- 1月27日 - 田代円、日本の実業家、元東ソー社長 （* 1931年）[218]
- 1月27日 - 佐伯真登、日本の政治家、元愛媛県魚島村長（* 1932年）[219]
- 1月27日 - アンリ・シャピエ（フランス語版）、フランスのジャーナリスト、映画評論家、映画監督（* 1933年）[220]
- 1月27日 - 高橋昌男、日本の小説家、文芸評論家（* 1935年）[221]
- 1月27日 - エマニュエル・オカール（フランス語版）、フランスの詩人（* 1940年）[222]
- 1月27日 - ピーター・マゴワン（英語版）、アメリカ合衆国の実業家、元サンフランシスコ・ジャイアンツオーナー（* 1942年）[223]
- 1月27日 - ニナ・バルディチェワ＝フョードロワ、ソビエト連邦・ロシアのクロスカントリースキー選手、1976年インスブルックオリンピック女子4×5kmリレー金メダリスト（* 1947年）[224]
- 1月27日 - 齊藤力、日本の歯科医師、歯学者。新潟大学名誉教授。日本顎変形症学会元理事長（* 1947年）[225]
- 1月27日 - 咲夜、日本の小説家（* 生年不詳）[226]
- 1月28日 - 大川虚舟、日本の書家、毎日書道展参与会員（* 1925年）[227]
- 1月28日 - 金福童（キム ボクドン）、大韓民国の元慰安婦（* 1926年）[228]
- 1月28日 - タフスィーン・サイード（英語版）、イラク出身のヤズィーディー教徒指導者（* 1933年）[229]
- 1月28日 - スーザン・ヒラー（英語版）、アメリカ合衆国の美術家（* 1940年）[230]
- 1月28日 - ウンベルト・アクアバル（英語版）、グアテマラの詩人（* 1952年）[231]
- 1月28日 - ヨスカル・サランテ（英語版）、ドミニカ共和国のバチャータ歌手（* 1970年）[232]
- 1月29日 - ノエル・ロースソーン（英語版）、イギリスのオルガン奏者、作曲家（* 1928年）[233]
- 1月29日 - ジョージ・フェルナンデス（英語版）、インドの政治家、元国防大臣（* 1930年）[234]
- 1月29日 - 丹羽勝海、日本の声楽家、日本大学芸術学部元教授（* 1938年）[235]
- 1月29日 - アルフ・リュトケ（ドイツ語版）、ドイツの歴史家（* 1943年）[236]
- 1月29日 - ポール・ウィアリー（英語版）、アメリカ合衆国のドラマー、ブルー・チアーメンバー（* 1947年）[237]
- 1月29日 - 橋本治、日本の作家（* 1948年）[238]
- 1月29日 - 上垣保朗、日本の映画監督（* 1948年）[239]
- 1月29日 - ジェームス・イングラム、アメリカ合衆国のR&Bシンガーソングライター（* 1952年）[240][241]
- 1月29日 - サンフォード・シルヴァン（英語版）、アメリカ合衆国のバリトン歌手（* 1953年）[242]
- 1月30日 - 高良和武、日本の放射光科学者、東京大学・高エネルギー加速器研究機構名誉教授（* 1921年）[243]
- 1月30日 - 長野重一、日本の写真家（* 1925年）[244]
- 1月30日 - 李仁熙（朝鮮語版）、大韓民国の起業家、ハンソルグループ（朝鮮語版）顧問（* 1928年）[245]
- 1月30日 - ディック・ミラー、アメリカ合衆国の俳優、脚本家、演出家（* 1928年）[246]
- 1月30日 - バーナード・ネヴィル（英語版）、イギリスのテキスタイルデザイナー（* 1934年）[247]
- 1月30日 - 村上一朗、日本の実業家、元創言社社長（* 1938年?）[248]
- 1月30日 - 江口徹、日本の素粒子物理学研究者、東京大学名誉教授、京都大学基礎物理学研究所元所長（* 1948年）[249]
- 1月31日 - ハロルド・ブラッドレー（英語版）、アメリカ合衆国のカントリーミュージックギタリスト（* 1926年）[250]
- 1月31日 - フランチェスコ・ビッソロッティ、イタリアのヴァイオリン製作者・指導者（* 1929年）[251]
- 1月31日 - 鈴木昭典、日本のテレビディレクター（* 1929年）[252]
- 1月31日 - ロン・ジョイス（英語版）、カナダの実業家、ティムホートンズ共同創業者（* 1930年）[253]
- 1月31日 - ジョルジュ・サール、フランスの政治家、共和国市民運動党首、パリ11区区長（* 1935年）[254]
- 1月31日 - 澤畑吉和、日本の実業家、元春秋社社長（* 1936年?）[255]
- 1月31日 - 岡留安則、日本のジャーナリスト、元『噂の眞相』編集長・発行人（* 1947年）[256]
- 1月31日 - 到津伸子、日本の洋画家、作家（* 1947年）[257]
- 1月31日 - 粕谷明弘、日本の華道家、一葉式いけ花三代家元、元日本いけばな芸術協会理事長（* 1947年?）[258]
- 1月31日 - ピエール・ナンテルム（フランス語版）、フランスの実業家、アクセンチュア元CEO・会長（* 1959年）[259]
- 1月31日 - パブロ・ラリオス、メキシコのサッカー選手・指導者（* 1960年）[260]
- 1月31日 - 寺田嘉代、日本の歌手・ドリーミングメンバー（* 1963年）[261]

## (没日不明)
- 1月上旬 - 前田紘孝、日本の映画プロデューサー、元俳優（* 1980年）[262]